# Tulipa ulophylla
Tulipa ulophylla (лат.) — вид однодольных растений рода Тюльпан (Tulipa) семейства Лилейные (Liliaceae). Впервые описан норвежским ботаником Пером Эрландом Бергом Веннельбо в 1967 году.
Классификация вида окончательно не ясна. Между различными популяциями растения имеются заметные отличия по некоторым признакам. Некоторые исследователи определяют вид в качестве синонима Tulipa stylosa.
Синоним — Tulipa wendelboi Matin & Iranshahr, ранее считавшийся отдельным видом тюльпанов.

## Распространение, описание
Эндемик Ирана, распространённый в горной системе Эльбурс.
Луковичный геофит.

## Значение
Используется в селекции.